# Nørre Herlev
Nørre Herlev – miasto w Danii, w regionie Stołecznym, w gminie Hillerød.